# آنا كوستانزا بالدري
آنا كوستانزا بالدري (بالإنجليزية: Anna Costanza Baldry)‏ ولدت في (16 مايو 1970 - 9 مارس 2019) كانت عالمة نفسانية اجتماعية وعالمة إجرامية إيطالية. وكانت أستاذة في جامعة كامبانيا لويجي فانفيتيلي. وهي خبيرة في الدراسات المتعلقة بالعنف ضد النساء والأطفال.

## سيرة ذاتية
ولدت بالدري في لندن في 16 مايو 1970. التحقت بجامعة روما سابينزا في روما، وحصلت على شهادة البكالوريوس في علم النفس في عام 1994 ودرجة الدكتوراه في علم النفس الاجتماعي في عام 1999. أجرت بالدري بحثًا حول مواضيع تتعلق بالعدوان والعلاقات، بما في ذلك التنمر لدى الأطفال والمراهقين، والتنمر عبر الإنترنت، والعنف القائم على نوع الجنس.